# Jack Dodson
John Smeaton Dodson, detto Jack (Pittsburgh, 16 maggio 1931 – Los Angeles, 16 settembre 1994), è stato un attore statunitense noto per l'interpretazione di Howard Sprague nella sitcom The Andy Griffith Show e nel suo spin-off Mayberry R.F.D.
Dal 1959 fino alla sua morte avvenuta nel 1994, Dodson è stato sposato con la direttrice artistica Mary Dodson, sorella minore dell'attore Fritz Weaver.

## Filmografia parziale

### Cinema
- La dolce vita... non piace ai mostri (Munster, Go Home!), regia di Earl Bellamy (1966)
- Angel in My Pocket, regia di Alan Rafkin (1969)
- Getaway! (The Getaway), regia di Sam Peckinpah (1972)
- Pat Garrett e Billy Kid (Pat Garrett and Billy the Kid), regia di Sam Peckinpah (1973)
- Una calibro 20 per lo specialista (Thunderbolt and Lightfoot), regia di Michael Cimino (1974)
- Snavely, regia di Hal Cooper (1978)
- Qualcosa di sinistro sta per accadere (Something Wicked This Way Comes), regia di Jack Clayton (1983)

### Televisione
- Hazel – serie TV, un episodio (1965)
- Peyton Place – soap opera, una puntata (1965)
- The Wackiest Ship in the Army – serie TV, episodio 1x12 (1965)
- Il fuggiasco (The Fugitive) – serie TV, un episodio (1966)
- Il virginiano (The Virginian) – serie TV, un episodio (1966)
- The Andy Griffith Show – serie TV, 38 episodi (1966-1968)
- Mayberry R.F.D. – serie TV, 66 episodi (1968-1971)
- Room 222 – serie TV, un episodio (1971)
- Squadra emergenza (Emergency!) – serie TV, un episodio (1972)
- Doris Day Show (The Doris Day Show) – serie TV, un episodio (1972)
- Jimmy Stewart Show (The Jimmy Stewart Show) – serie TV, un episodio (1972)
- Hawaii Squadra Cinque Zero (Hawaii Five-O) – serie TV, un episodio (1973)
- Adams of Eagle Lake – serie TV, 2 episodi (1975)
- Barney Miller – serie TV, 4 episodi (1975-1980)
- Il cacciatore (The Manhunter) – serie TV, un episodio (1975)
- Maude – serie TV, 2 episodi (1976-1977)
- Buongiorno, dottor Bedford (The Practice) – serie TV, un episodio (1976)
- All's Fair – serie TV, 24 episodi (1976-1977)
- Happy Days – serie TV, 3 episodi (1976-1980)
- I ragazzi del sabato sera (Welcome Back, Kotter) – serie TV, un episodio (1977)
- In the Beginning – serie TV, 9 episodi (1978)
- Sulle strade della California (Police Story) – serie TV, un episodio (1978)
- Sesamo apriti (Sesame Street) – serie TV, 5 episodi (1978-1991) – voce
- Giorno per giorno (One Day at a Time) – serie TV, 2 episodi (1979-1983)
- Archie Bunker's Place – serie TV, un episodio (1980)
- Benson – serie TV, 3 episodi (1980-1986)
- Lou Grant – serie TV, un episodio (1980)
- Mork & Mindy – serie TV, un episodio (1980)
- Phyl & Mikhy – serie TV, 6 episodi (1980)
- Quincy (Quincy, M.E.) – serie TV, un episodio (1981)
- Bravo Dick (Newhart) – serie TV, un episodio (1982)
- American Playhouse – serie TV, 2 episodi (1984)
- La piccola grande Nell (Gimme a Break!) – serie TV, un episodio (1984)
- Great Performances – serie TV, un episodio (1984)
- A cuore aperto (St. Elsewhere) – serie TV, 7 episodi (1984-1988)
- New York New York (Cagney & Lacey) – serie TV, un episodio (1985)
- La mamma è sempre la mamma (Mama's Family) – serie TV, un episodio (1986)
- Return to Mayberry, regia di Bob Sweeney – film TV (1986)
- Mr. Belvedere – serie TV, 4 episodi (1986-1989)
- L.A. Law - Avvocati a Los Angeles (L.A. Law) – serie TV, un episodio (1987)
- Giudice di notte (Night Court) – serie TV, un episodio (1987)
- Duetto (Duet) – serie TV, un episodio (1988)
- Dieci sono pochi (Just the Ten of Us) – serie TV, 2 episodi (1989)
- Matlock – serie TV, un episodio (1989)
- Genitori in blue jeans (Growing Pains) – serie TV, un episodio (1990)
- It's Garry Shandling's Show – serie TV, un episodio (1990)
- Homefront – serie TV, 7 episodi (1992-1993)

## Doppiatori italiani
Nelle versioni in italiano delle opere in cui ha recitato, Jack Dodson è stato doppiato da:
- Gigi Angelillo in Qualcosa di sinistro sta per accadere
- Gastone Pescucci in All's Fair
- Mario Bardella in Happy Days
- Gianfranco Bellini in Getaway!